# Челябинский мост
Челябинский мост — автодорожный железобетонный балочный мост через разлив реки Охты в Красногвардейском районе Санкт-Петербурга.

## Расположение
Расположен в створе Челябинской улицы, соединяя её с Васнецовским проспектом. 
Ниже по течению находится Беляевский мост.

## Название
В 1950-х годах первые 5 мостов через Охту, существовавших в то время, были пронумерованы против течения, мост стал называться 5-м Охтинским. Существующее название мост получил 6 ноября 1997 года  по расположенной рядом Челябинской улице.

## История
С 1940-х годов на этом месте был деревянный мост. Существующий железобетонный мост построен в 1991–1994 годах по проекту инженера «Ленгипроинжпроекта» Р. Р. Шипова. Строительство осуществлял трест «Ленмостострой». под руководством главного инженера В. В. Дроздова. Технический надзор вел инженер по надзору В. А. Шмидт.

## Конструкция
Мост пятипролётный железобетонный, балочно-разрезной системы. Пролётное строение состоит из сборных железобетонных балок двутаврового сечения, объединённых монолитной железобетонной плитой проезжей части. Устои массивные из монолитного железобетона, на свайном основании. Промежуточные опоры облегчённого типа, железобетонные, на свайном основании. К устоям примыкает низкая железобетонная подпорная стенка с зеленым откосом. Общая длина моста составляет 123,1 м, ширина — 12,8 м.
Мост предназначен для движения автотранспорта и пешеходов. Проезжая часть моста включает в себя 2 полосы для движения автотранспорта. Покрытие проезжей части и тротуаров — асфальтобетон. Тротуары  отделены от проезжей части металлическим барьерным ограждением. Перильное ограждение металлическое сварное простого рисунка, с металлическими стойками.